# Ectobius pallidus
Ectobius pallidus es una especie de cucaracha del género Ectobius, familia Ectobiidae.
Mide 8–9.5 mm. Es de coloración pálida, ambos sexos tienen alas. Es omnívoro. El ciclo de vida es bianual. Las larvas pasan por cinco estadios.

## Distribución
Esta especie se encuentra en Inglaterra, Países Bajos, Alemania, Bélgica, Francia, Suiza, Italia, España, Portugal, Argelia, Túnez; ha sido introducida en los Estados Unidos.